# Eos

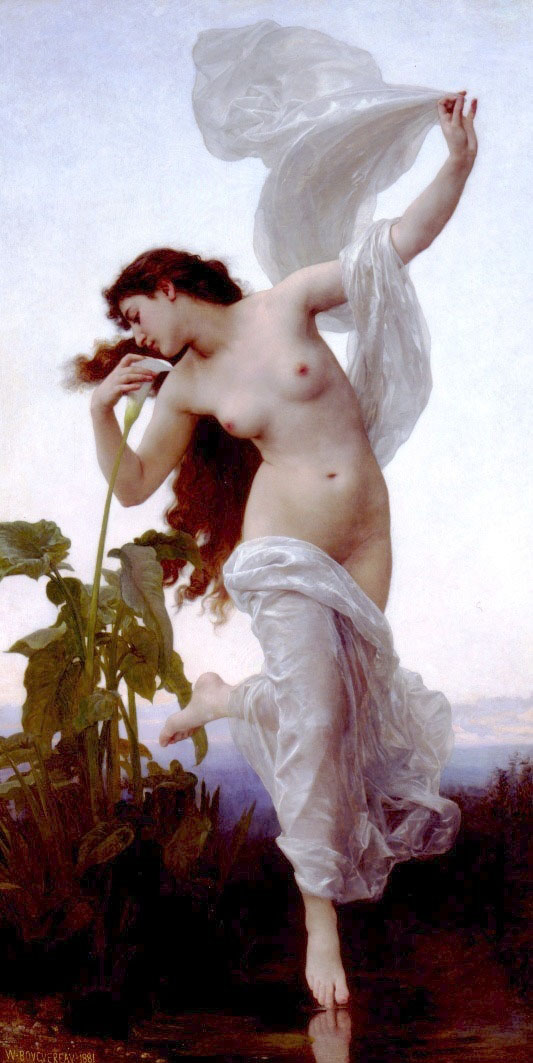
Eos representada en un cuadro titulado La Aurora (1881), del pintor francés William-Adolphe Bouguereau.

En la mitología griega, Eos (en griego Ἠώς o Ἕως, en latín: Aurōra) era la diosa titánide, personificación de la «aurora». El relato mitológico trataba de explicar el fenómeno de la luz del amanecer: la aurora salía de su hogar al borde del río Océano, que rodeaba el mundo, para anunciar la llegada de su hermano, el sol, y con él, un nuevo día. 

## Origen prehelénico
Se cree que la adoración griega de la aurora como diosa fue heredada de la época indoeuropea. El nombre «Eos» parece derivar del prehelénico *auhṓs y del protoindoeuropeo *h₂éwsōs («amanecer», que también era la personificación divina del alba en la religión protoindoeuropea). Entre sus cognados lingüísticos (y equivalentes mitológicos), se incluyen en latín aurora (Aurora), en sánscrito उषस् (Ushás) y, probablemente, en inglés antiguo ēostre (Ostara).

## Genealogía
Según Hesíodo, Eos es la hija de los titanes Hiperión y Tea, y hermana de Helios (el sol) y Selene (la luna). Según Hesíodo Eos es la «que brilla sobre todos los que están en la tierra y sobre los inmortales dioses que viven en el ancho cielo».
Otras fuentes dicen que su madre se llamó Eurifaesa, o Etra, pero ambas se identifican de manera natural con Tea. En otras versiones, a Eos se la imagina como hija del titán Palas, aunque sin especificar la madre, o bien es hija y no hermana del propio Helios. Como fuerza primordial hay autores que opinan que es una hija natural de la Noche.

## Elementos míticos

### Caracterización

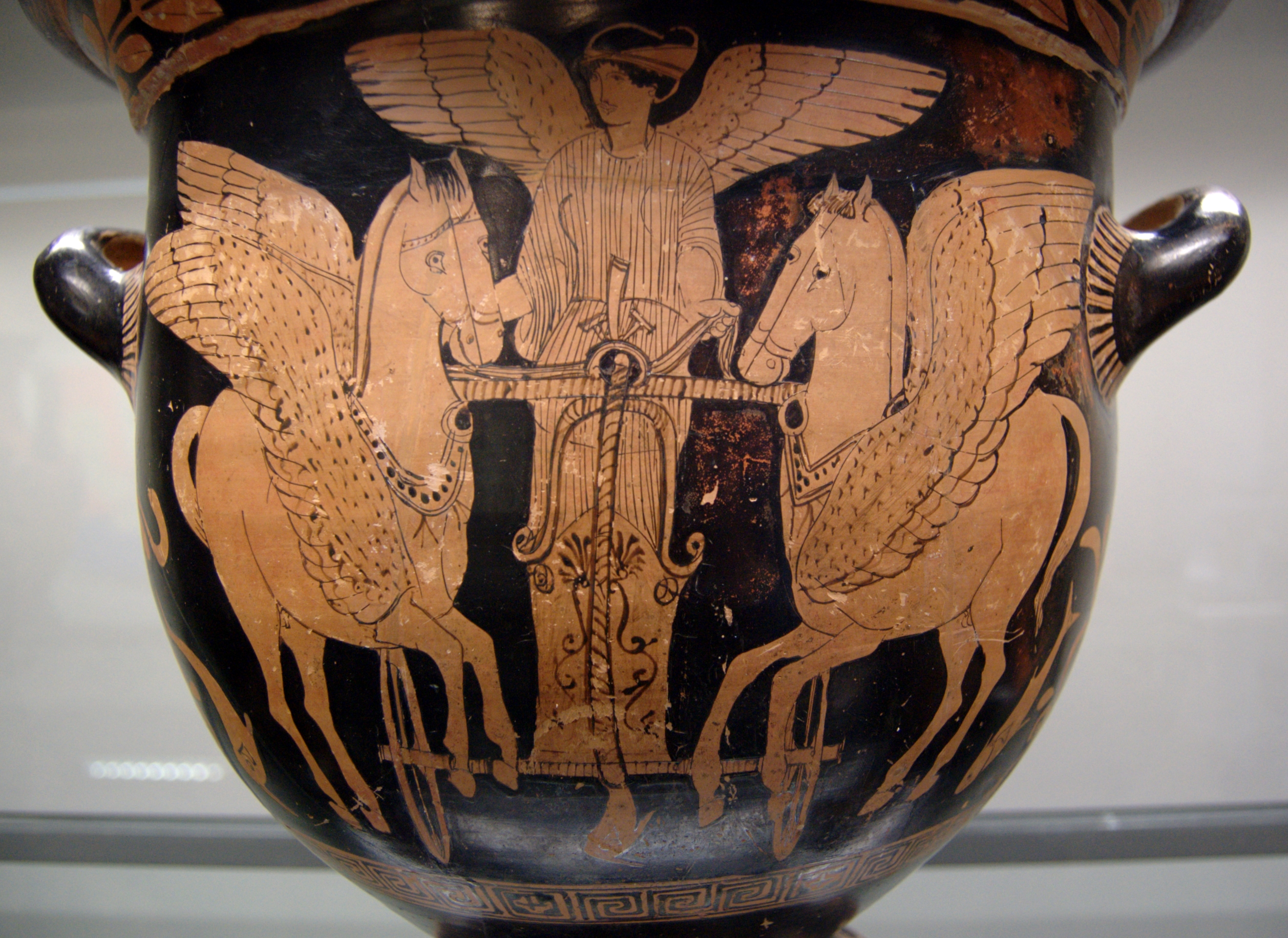
Eos en su carro volando sobre el mar, crátera de figuras rojas del sur de Italia, 430–420 a. C., Staatliche Antikensammlungen.

Como diosa lumínica a veces se denomina a Eos como Tito («día» o «titánide»), Día (Ἡμέρα, Hēméra) o Luz (Φόως, phóōs). Como diosa de la aurora, Eos abría las puertas del cielo con «sonrosados dedos» para que Helios pudiera conducir su carro por el cielo cada día. En la Ilíada, su toga de color azafrán está bordada o tejida con flores; con dedos sonrosados y brazos dorados, era representada en vasijas áticas como una mujer sobrenaturalmente hermosa, coronada con una tiara o diadema y con largas alas con plumas blancas de pájaro:

Eos, de azafranado velo, se levantaba de la corriente del Océano para llevar la luz a los dioses y a los hombres, cuando Tetis llegó a las naves con la armadura que Hefesto le entregara.
Homero, Ilíada, canto XIX.

cuando por décima vez apuntó Eos, que trae la luz a los mortales, sacaron, con los ojos preñados de lágrimas, el cadáver del audaz Héctor, lo pusieron en lo alto de la pira, y le prendieron fuego.
Homero, Ilíada, canto XXIV.

Quinto de Esmirna la representaba exultante en su corazón sobre los resplandecientes caballos (Lampo y Faetonte) que tiraban de su carro, entre las Horas de brillante pelo, subiendo el arco del cielo y esparciendo chispas de fuego. Con frecuencia se le asocia el epíteto homérico «rododáctila» (ῥοδοδάκτυλος: ‘de sonrosados dedos’), si bien en la poesía épica también se la denomina como «Erigenia» (Ἠρῐγένειᾰ: ‘que nace pronto’):

La más brillante de las estrellas apareció, Heósforo, que casi siempre anuncia la luz de la Aurora que pronto sale (Eos Erigenia).
Homero: Odisea, XIII.

### Pasión erótica
Los poetas clásicos imaginaban a Eos como una diosa sumamente enamoradiza, especialmente de los mortales más hermosos. La lista de sus amantes, mortales y divinos, engloba a: Ares, Astreo, Céfalo, Clito, Ganimedes, Orión y Titono. Se han observado representaciones de la imagen de Eos en donde se colocaba en posición dominante para ir en pos del rapto de sus jóvenes amados, tal y como hacían otros erastés divinos masculinos en busca de sus erómenos.
Tenemos la mención, solo contada por Apolodoro, que afirma que la pasión erótica de Eos se debía a la cólera de Afrodita, pues la había condenado a enamorarse a perpetuidad por haberse acostado con Ares.

### Madre de los vientos
Hesíodo, en la Teogonía, dice que el consorte divino de Eos era Astreo, de la raza de los titanes, siendo esta unión el origen mitológico de todos los vientos cardinales y las estrellas (entre ellas las «errantes»): 

Con Astreo, Eos parió a los impetuosos vientos (ἀνέμους), el despejador Céfiro, el Bóreas de rápida marcha y el Noto, acostada amorosamente la diosa con el dios. Después de ellos Erigenia (‘la hija de la mañana’) dio a luz a Heósforo, a los brillantes astros (ἀστέρα) y a todo cuanto corona el cielo
Hesíodo: Teogonía.

 En fuentes tardías se añade al viento Euro como nacido de la misma unión que sus hermanos. De la misma manera Astrea, vinculada a la constelación de Virgo, también puede ser descrita como hija de Astreo y la Aurora.

### Titono y Memnón

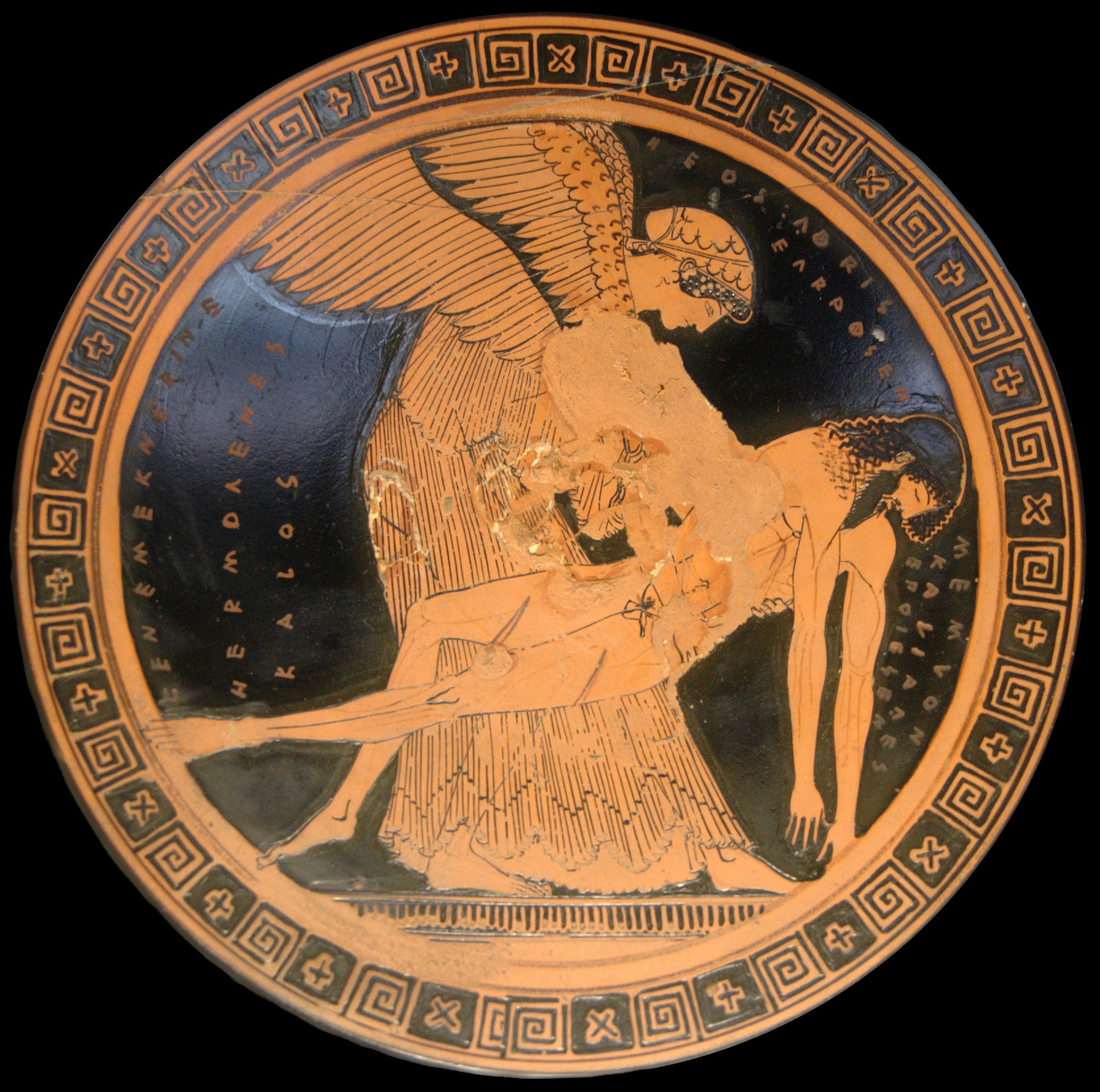
Copa ática de figuras rojas con Eos llevando a su hijo Memnón muerto, ca. 490–480 a. C.: la llamada «Pietà de Memnón». Museo del Louvre.

Cada noche, al despertarse, Eos se levanta de su cama, en donde reposa Titono, su consorte por excelencia. Una tradición dice que Eos había raptado a Ganimedes, pero cuando Zeus se lo reclamó para que fuese su copero, Eos le pidió que hiciese inmortal a Titono, sin pedir al mismo tiempo la eterna juventud. Titono vivió, por tanto, para siempre, pero se hizo más y más anciano. La diosa, conmovida, lo transformó finalmente en una cigarra (τέττιξ, téttix). Según Ovidio, Eos madruga para alejarse de Titono a causa de su vejez, pero Propercio refiere que Eos no dejó de amarlo y acompañarlo en el lecho.[cita requerida]
Según Hesíodo, Eos llevó a Titono hasta Etiopía y allí tuvieron dos hijos, Memnón y Ematión. Memnón luchó junto a los troyanos en la guerra de Troya y murió a causa de ello. Se dice que desde la muerte de su hijo Memnón Eos lo recuerda con tristeza cada mañana y por eso derrama lágrimas, que son el rocío matutino. La imagen de Eos con Memnón muerto sobre sus rodillas, similar a la de Tetis con Aquiles o Isis con Osiris, pasa por ser una inspiración de la Pietà cristiana.

### Raptos

#### Céfalo
Eos raptó a Céfalo cuando este estaba cazando y lo llevó a Siria, aunque a Pausanias le informaron de que la secuestradora de Céfalo fue Hemera, la diosa del día. Céfalo estaba casado con Procris y, aunque tuvo descendencia con Eos, empezó a añorar a su esposa, provocando que una contrariada Eos lo devolviese con ella y lo maldijese. En el relato de Higino se cuenta que, algún tiempo después, Céfalo mató accidentalmente a Procris al confundirla con un animal mientras cazaba. En Las metamorfosis de Ovidio, Procris, celosa, espía a Céfalo, le oye cantar al viento (Aura) y lo interpreta como una serenata para Aurora, que había sido amante de él. La descendencia de Eos y Céfalo varía mucho en las fuentes: Faetonte, o Heósforo, o Héspero, o bien Pafo. El rapto de Céfalo tenía un atractivo especial para el público ateniense debido a que este era un muchacho de la ciudad, por lo que este elemento mítico apareció frecuentemente en las vasijas pintadas áticas y fue exportado con ellas. 

#### Orión
En la Odisea se dice que a Orión lo raptó Eos, de dedos de rosa, hasta el día que en Ortigia (esto es, Delos) la casta Artemisa, de trono de oro, lo abatió disparando sus blandas saetas. El motivo de la cólera de Artemisa fue porque desafió a la diosa a lanzar el disco o bien porque se atrevió a violar a Opis, una doncella de los Hiperbóreos.

#### Clito
Melampo, el adivino, engendró a Mantio, y este a su vez tuvo dos hijos, Polifides y Clito. Pero a Clito raptó Eos por su gran hermosura y lo llevó a vivir entre los dioses.

## Interpretaciones itálicas
Entre los etruscos, la diosa generativa de la aurora era Thesan. Las representaciones de la diosa con un joven amante se hicieron populares en Etruria en el siglo V a. C., probablemente inspiradas por las vasijas pintadas griegas importadas. Aunque los etruscos preferían representar a la diosa como una criadora (curótrofa) más que como una abductora de hombres jóvenes, las acroteras escultóricas arcaicas tardías de la Caere etrusca, actualmente en Berlín, muestran a una diosa corriendo en una pose arcaica, adaptada de los griegos, y llevando a un muchacho en sus brazos, que han sido identificados con Eos y Céfalo. En un espejo etrusco, Thesan aparece llevándose a un joven cuyo nombre es inscrito TINTHU[N].
En la religión romana la Aurora pasó a ser asociada con Matuta, más tarde conocida como Mater Matuta y también asociada con los puertos marítimos. Tenía un templo en el Foro Boario. El once de junio se celebraban las Matralias en ese templo en honor de Matuta, festival este sólo para mujeres en su primer matrimonio.